# IAI Lavi
 (mars 2011).
L'IAI Lavi (לביא en hébreu, « lionceau ») est un prototype de chasseur développé par l'entreprise nationale Israel Aircraft Industries.
Il reprend la géométrie du Saab 37 Viggen suédois des années 1960 ou du Chengdu J-9 chinois des années 1970, voilure delta, et équipé de plans canards à l'avant.

## Conception
Le développement du Lavi fut approuvé en février 1980 et débuta en octobre 1982. Le but était de construire un avion monoréacteur pour l’interception et l’appui-feu avec l'aide des Américains.
Le premier prototype du Lavi appelé B1 était un avion monoplace motorisé par un Pratt & Whitney PW1120 développant 9 360 kgp avec postcombustion. Il vola pour la première fois le 31 décembre 1986. Il fut suivi par le second prototype, B2, le 30 mars 1987.
À cette époque, il était prévu de construire 300 avions de série dont 60 biplaces destinés à l'entraînement mais aptes à combattre. Cependant son développement a été brutalement interrompu le 30 août 1987 sous la pression des États-Unis qui ne voulaient pas que l'aide américaine dont bénéficie Israël serve à financer un concurrent du F-16.
Malgré tout, un troisième appareil, biplace cette fois, fut construit. Il fut baptisé TD (pour Technology Demonstrator) et effectua son premier vol le 25 septembre 1989. Il est utilisé pour effectuer des essais de systèmes et de radar.

## Description
Le Lavi est équipé de deux sièges éjectables de type Martin-Baker Mk 10 lightweight zero/zero.
Il dispose d'un radar multimode à impulsion doppler Elta EL/M-2032. Celui-ci permet l'acquisition automatique de cibles et de continuer à balayer le ciel tout en poursuivant une cible, en mode air-air ; et aussi le suivi de terrain et la recherche en mer, en mode air-sol.
Au niveau de l'armement, il est équipé d'un canon de 30 mm en interne avec visualisation de casque. Pour l'armement externe, il dispose de quatre points d'emport sous les ailes pour l'armement air-sol (missiles, bombes, roquettes…) ainsi que de deux autres points d'emport pour des réservoirs de carburant largables. Sept points d'attache se situent sous le fuselage (trois paires plus une au centre). De plus, des missiles air-air à guidage infrarouge peuvent être montés en bout d'ailes.

## Sources
- Pierre Gaillard, Avions et hélicoptères militaires d'aujourd'hui, Clichy/Paris, éditions Larivière, coll. « DOCAVIA », 1999, 304 p. (ISBN 978-2-907051-24-8, OCLC 43504288)
- (en) Jane's Handbook